# Batanowzi

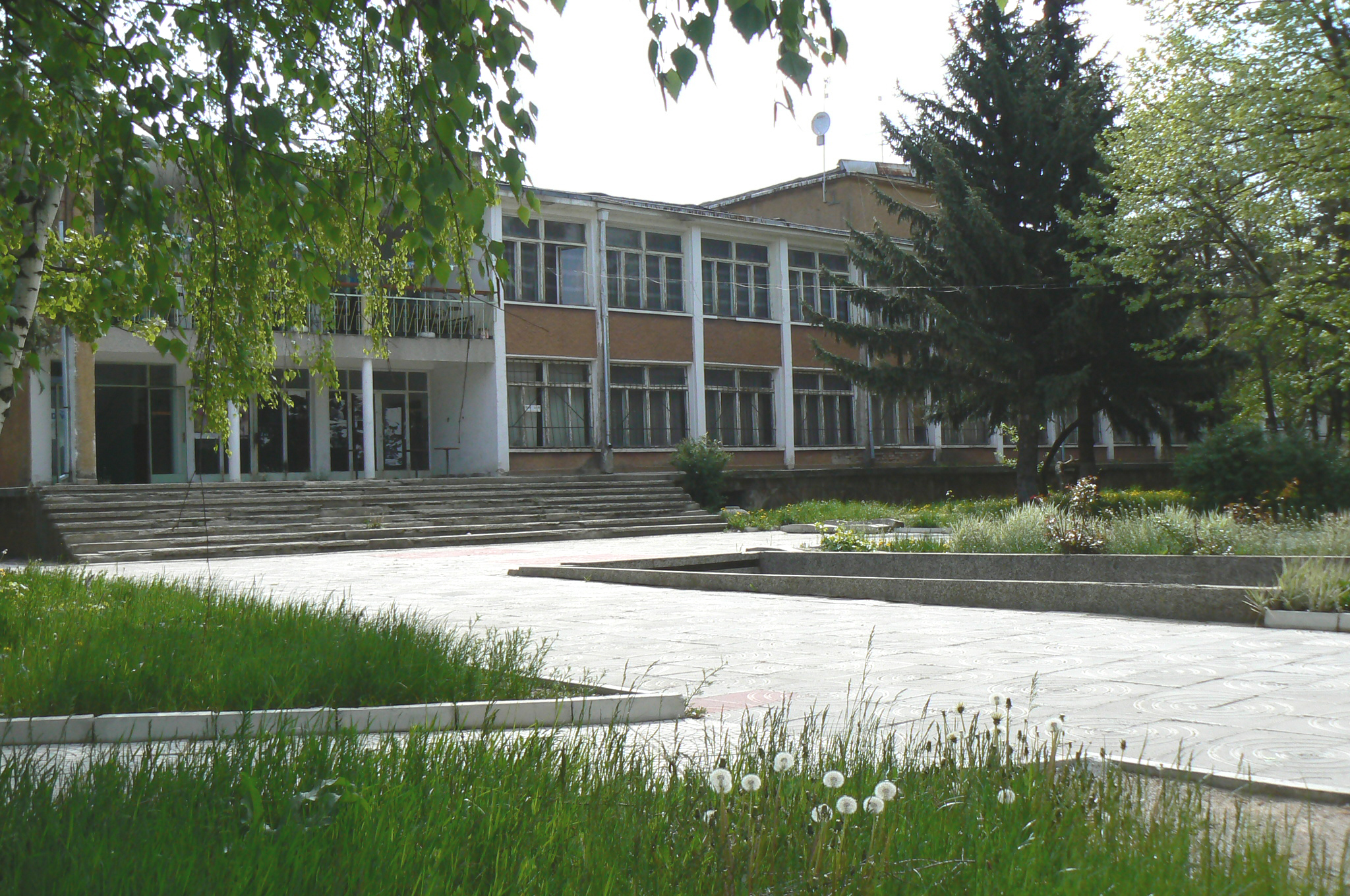
Tschitalischte Prosweta in Batanowzi

Batanowzi ['batanɔvci]  (bulgarisch Батановци) ist eine Kleinstadt in der Oblast Pernik in Westbulgarien.
Die Stadt trug von 1950 bis 1991 den Namen Temelkowo (bulgarisch Темелково).

## Geografie
Batanowzi liegt 30 km südwestlich von Sofia bzw. 6 km westlich von Pernik, einen Kilometer nördlich der Europastraße 871, am Abschnitt zwischen Pernik und Radomir. Durch den Ort fließt der Fluss Struma.
Das Stadtviertel Tscherna Gora wurde 1991 als eigenständiges Dorf Tscherna Gora aus Batanowzi ausgegliedert. Das Dorf liegt in innerhalb der Gemarkung (Territorium) der Stadt und hat keine eigene Gemarkung (Gebiet).
Politisch gesehen befindet sich die Stadt in der Gemeinde Pernik in der gleichnamigen Oblast.

## Geschichte und Wirtschaft
Der Ort war wahrscheinlich schon im 12. Jahrhundert besiedelt. Der byzantinische Chronist Konstantin Porphyrogennetos meinte, dass Batan der Name eines Petschenegen-Woiwoden vom Stamm der Schopen (Ethnie) (Schopluk (Šopluk)) war. Entsprechend gibt es auch eine Straße Batan Wojwoda (bulgarisch Батан войвода) im Ort. Nach einer anderen Erklärung für das Toponym ist der Name kumanischen Ursprungs.
Erstmals wurde das Dorf Batanowzi 1565 in schriftlichen Quellen erwähnt. 1721 erhielten die Dorfbewohner den Status von Derwendschi.
Der Balkanologe Konstantin Jireček bezeichnete das Dorf als eine bedeutende Ortschaft.
Mit dem Bau der Eisenbahnlinie Sofia – Radomir 1897 siedelten sich um den Bahnhof Batanowzi Bewohner aus den umliegenden Regionen (Tran, Radomir, Bresnik, Begunowzi, Gorni Romanzi, Dolni romanzi u. a.) an. Der Bahnhof von Batanowzi liegt an der Bahnstrecke Sofia – Pernik – Radomir – Kjustendil.
Der Bau des Zementwerkes von Granitoid (bulgarisch Гранитоид) im Jahre 1911, in der Nähe des Bahnhofes, dem ersten Zementwerk in Bulgarien (Granitoid AG; 1908–1947), gab der Bevölkerungsentwicklung einen starken Auftrieb. Um 1930 lag das Viertel am Bahnhof 800 m vom eigentlichen Dorf entfernt. Nach 1945 wurden die beiden Viertel (Bahnhof und Dorf) zusammengefasst.
Von 1950 bis 1991 trug Batanowzi zu Ehren des kommunistischen Aktivisten Temelko Nenkow (bulgarisch Темелко Ненков) (* 1887; † 1925), eines Mitstreiters Georgi Dimitroffs, den Namen Temelkowo.
1974 wurde Batanowzi zur Stadt erhoben, da die Bevölkerungszahl gestiegen war und die administrative und wirtschaftliche Bedeutung des Ortes angewachsen war.
Batanowzi war ein wichtiges Zentrum für die Baustoffindustrie, insbesondere die Zementproduktion. Das Zementwerk ging in Volkseigentum über und trug bis 1989 den Namen Wassil Kolarow. Heute ist das Werk geschlossen und völlig verfallen. Die Arbeitslosigkeit stieg stark an. Damit einher ging die Abwanderung der Einwohner und die Veralterung der Bevölkerungsstruktur.
Am Bahnhof gibt es Getreidelager und Lager für Industriewaren.

### Bevölkerungsentwicklung
Der allgemeinen demografischen Entwicklung in Bulgarien folgend, fiel auch in Batanowzi die Bevölkerungszahl in den letzten Jahrzehnten.
1946: 2542 Einwohner
1985: 3915 Einwohner
2004: 2583 Einwohner
2007: 2389 Einwohner
2010: 2260 Einwohner
2021: 2101 Einwohner

## Verkehr
Im Süden der Stadt befindet sich eine Anschlussstelle der Republikstraße 6, welche unter anderem Sofia mit Nordmazedonien verbindet.

## Öffentliche Einrichtungen
Außer dem Tschitalischte Prosweta (übersetzt: Bildung) – eine Art Kulturhaus und Bibliothek – gibt es eine Grundschule, einen Kindergarten und das Bürgermeisteramt.
Der Feiertag der Stadt wird an Christi Himmelfahrt (also 39 Tage nach dem orthodoxen Ostersonntag) gefeiert, dem Namenstag von Spas.

## Sehenswürdigkeiten
Südlich der Stadt liegt das Kloster Batanowzi.
In der Nähe der Stadt wurden Reste eines spätantiken Gebäudekomplexes gefunden, darunter zwei einschiffige Kirchen aus dem 4. Jahrhundert.